# Johann Fischler

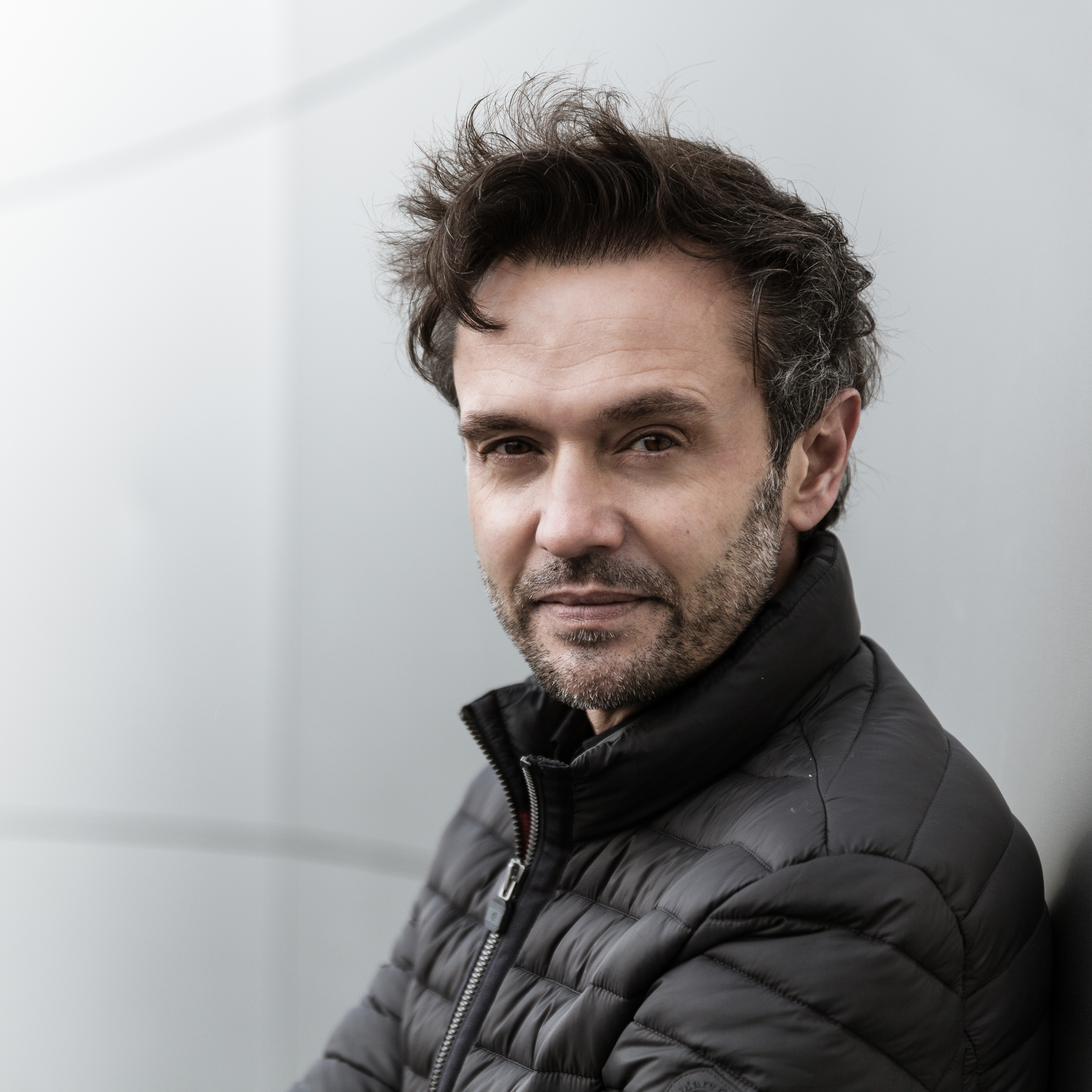
Porträt Johann Fischler (2021)

Johann Fischler (* 12. Juli 1975 in Innsbruck) ist ein österreichischer Blogger und Schriftsteller, der auch unter den Pseudonymen Joe Fischler und Jan Beck veröffentlicht.

## Leben
Nach Besuch der Handelsakademie Innsbruck und Studium der Rechtswissenschaften arbeitete Fischler in verschiedenen Banken und machte sich 2007 als Blogger selbstständig. Seit 2013 schreibt er als Joe Fischler Kriminalliteratur, seit 2020 auch Thriller unter dem Pseudonym Jan Beck. Sein Thrillerdebüt Das Spiel war sieben Wochen lang in der SPIEGEL-Bestsellerliste.
Johann Fischler lebt mit seiner Familie in der Nähe von Innsbruck.

## Auszeichnungen
- 2015 Goldenes Buch des Hauptverbandes des österreichischen Buchhandels für Veilchens Winter[4][5]
- 2021 Nominierung für den Friedrich-Glauser-Preis, Sparte Kurzkrimi, für Konrad war ein guter Mann.[6]
- 2022 Nominierung für den Viktor Crime Award[7]

## Veröffentlichungen

### Bücher
Als Joe Fischler
- Veilchens Winter. Valerie Mausers erster Fall. Alpenkrimi. Haymon Verlag, Innsbruck 2015, ISBN 978-3-7099-7187-1
- Veilchens Feuer. Valerie Mausers zweiter Fall. Alpenkrimi. Haymon Verlag, Innsbruck 2015, ISBN 978-3-7099-7832-0
- Veilchens Blut. Ein Fall für Valerie Mauser. Alpenkrimi. Haymon Verlag, Innsbruck 2016, ISBN 978-3-7099-7841-2
- Veilchens Rausch. Ein Fall für Valerie Mauser. Alpenkrimi. Haymon Verlag, Innsbruck 2017, ISBN 978-3-7099-7889-4
- Veilchens Show. Ein Fall für Valerie Mauser. Alpenkrimi. Haymon Verlag, Innsbruck 2018, ISBN 978-3-7099-7907-5
- Der Tote im Schnitzelparadies. Ein Fall für Arno Bussi. Krimi. Kiepenheuer & Witsch, Köln 2019, ISBN 978-3-462-05151-3
- Die Toten vom Lärchensee. Ein Fall für Arno Bussi. Krimi. Kiepenheuer & Witsch, Köln 2020, ISBN 978-3-462-05320-3
- Totentanz im Pulverschnee. Ein Fall für Arno Bussi. Krimi. Kiepenheuer & Witsch, Köln 2021, ISBN 978-3-462-05511-5

 Als Jan Beck 
- Das Spiel. Es geht um dein Leben. Thriller. Penguin Random House, München 2020, ISBN 978-3-328-10557-2
- Die Nacht. Wirst du morgen noch leben? Thriller. Penguin Random House, München 2021, ISBN 978-3-328-10667-8
- Die Spur. Er wird dich finden. Thriller. Penguin Random House, München 2022, ISBN 978-3-328-10820-7
- Das Ende. Dein letzter Tag ist gekommen. Thriller. Penguin Random House, München 2023, ISBN 978-3-328-10821-4
- DORN: Zimmer 103. Hotel der Angst. Thriller. Penguin Random House, München 2025, ISBN 978-3-328-11227-3

### Hörbücher
Als Joe Fischler 
- Der Tote im Schnitzelparadies. Ein Fall für Arno Bussi. Gelesen von Heikko Deutschmann. Argon Hörbuch, Berlin 2019, ISBN 978-3-7324-1705-6
- Die Toten vom Lärchensee. Ein Fall für Arno Bussi. Gelesen von Heikko Deutschmann. Argon Hörbuch, Berlin 2020, ISBN 978-3-8398-9497-2
- Totentanz im Pulverschnee. Ein Fall für Arno Bussi. Gelesen von Markus Völlenklee. Argon Hörbuch, Berlin 2021, ISBN 978-3-8398-1872-5

### Anthologiebeiträge
Als Joe Fischler
- Veilchen und der Bombenknödel. In: Mord macht hungrig. Kulinarische Kurzkrimis mit den beliebtesten Ermittlern – inklusive mörderischer Rezepte. Herausgeberin Cornelia Kuhnert. Rowohlt Verlag, Hamburg 2016, ISBN 978-3-499-22518-5
- Konrad war ein guter Mann. In: Stille Nacht, nie mehr erwacht. Krimis für die kalte Jahreszeit. Herausgeber Jan-Costin Wagner. Rowohlt Verlag, Hamburg 2020, ISBN 978-3-499-00483-4
- Der Tote vom Achensee – Ein Fall für den lyrischen Lois. In: Nur der See sah zu. Acht Achensee-Krimis. Haymon Verlag, Innsbruck 2021, ISBN 978-3-7099-7943-3

Als Jan Beck
- Die Schönbacher Weihnachtswuchteln. In: Tatort Weihnachten. Weihnachtskrimis mit Rezepten. Heyne Verlag, München 2023, ISBN 978-3-453-44197-2
- Die Elstern von Bergkamen. In: Verbrechen nebenan. Mord am Hellweg XI. GRAFIT Emons Verlag, Köln 2024, ISBN 978-3-98659-023-9